# Zgleczewo Panieńskie
Zgleczewo Panieńskie (do 1921 Carska Wieś) – wieś sołecka w Polsce położona w województwie mazowieckim, w powiecie ostrowskim, w gminie Zaręby Kościelne.
W latach 1975–1998 miejscowość administracyjnie należała do województwa łomżyńskiego.
Wierni Kościoła rzymskokatolickiego należą do parafii Przemienienia Pańskiego w Zuzeli.